# Rivière Rideau
Pour les articles homonymes, voir Rideau (homonymie).
La rivière Rideau est une rivière du Canada à l'est de la province de l'Ontario.
Depuis l'an 2000, la rivière Rideau est inscrite au réseau des rivières du patrimoine canadien.

## Géographie

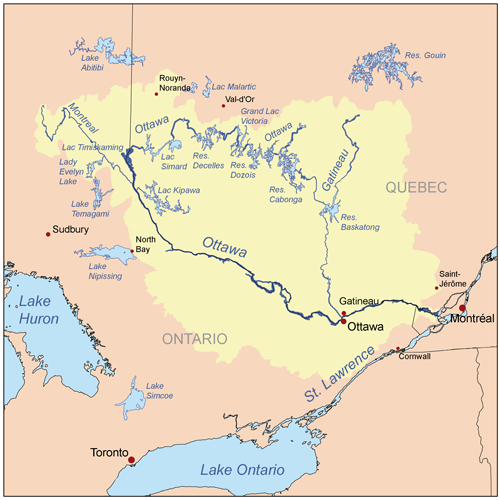
Carte du bassin versant de l'Outaouais.

Elle prend sa source à Smiths Falls au niveau du Grand lac Rideau et se jette dans la rivière des Outaouais aux chutes de la rivière Rideau à Ottawa. La majeure partie du lit de la rivière a été canalisé pour former le Canal Rideau, c'est à partir de Mooney's Bay qu'elle emprunte un tracé différent uniquement dans la portion le plus au nord dans la ville d'Ottawa.

## Annexes

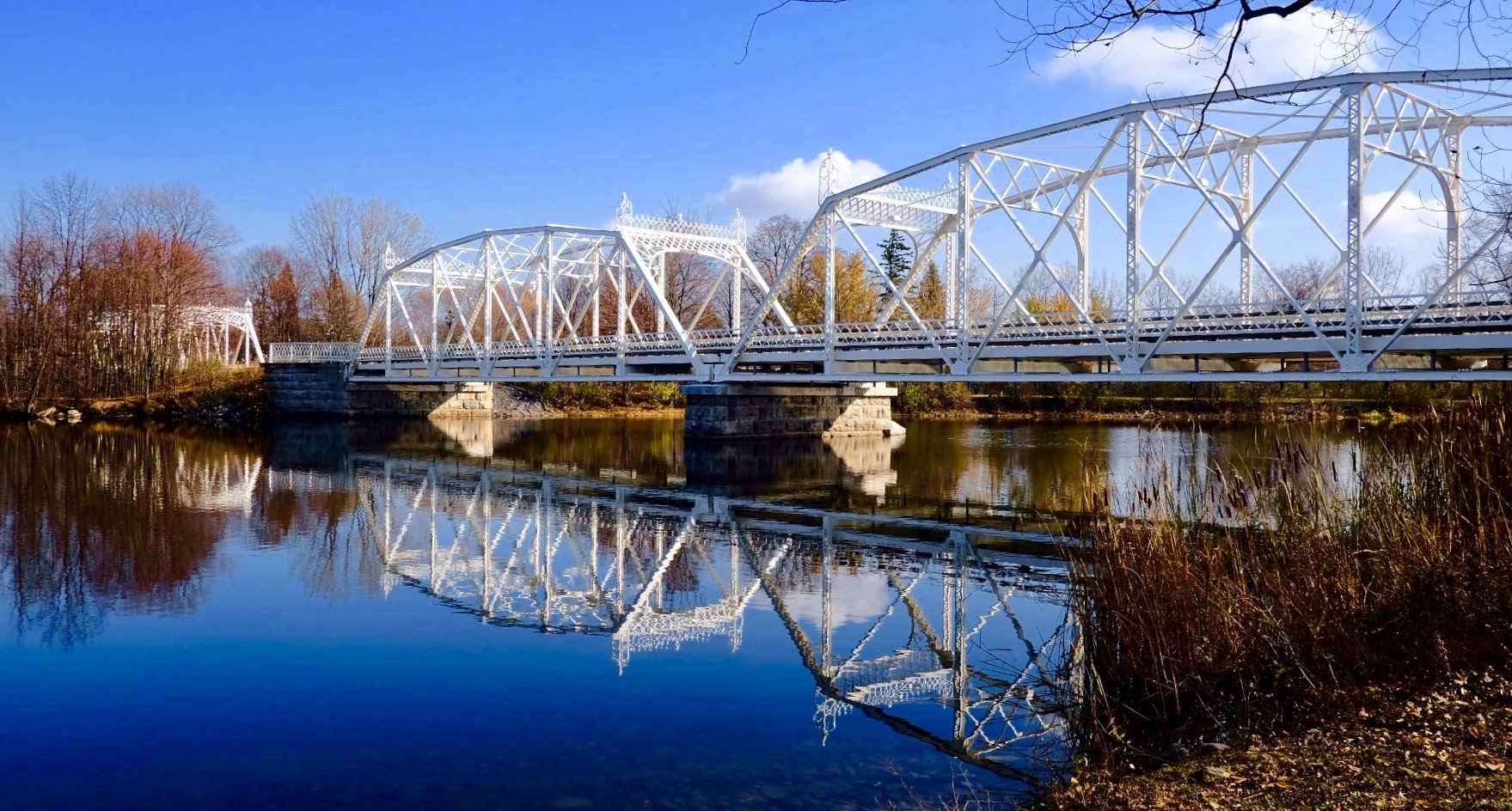
Les ponts de Minto sur la rivière Rideau à Ottawa.

### Principaux tributaires
- Adrians Creek
- Duck Creek
- Rivière Tay
- Black Creek
- Otter Creek
- Rosedale Creek
- Irish Creek
- Babers Creek
- Atkinsons Creek
- Rideau Creek
- Dales Creek
- Brassils Creek
- Murphy Drain
- Kemptville Creek
- McDermott Drain
- Cranberry Creek
- Steven Creek
- Mud Creek
- Jock River
- Black Rapids Creek
- Nepean Creek
- Sawmill Creek

### Communautés traversées
- Ottawa, Ontario
- Manotick, Ontario
- Kars, Ontario
- Merrickville, Ontario
- Smiths Falls, Ontario